# Leche Con Carne
Leche Con Carne to czwarty, długogrający album punkrockowego zespołu No Use for a Name. Wydany został 15 marca 1995 roku nakładem wytwórni Fat Wreck Chords. Tytuł albumu nawiązuje do hiszpańskiego dania, które robione jest z mięsa i mleka. Na płycie tej znajduje się ukryta ścieżka. Zawarta jest na niej jedna kompozycja, która jest jednak wypadkową kilku coverów. Są to: piosenka zespołu The Cars "Just What I Needed", utwór kapeli Green Day "Basket Case", kawałek Missing Person zatytułowany "Words", kompozycja Davida Bowiego ""Space Oddity" a także kilka innych, znanych piosenek.

## Lista utworów
1. "Justified Black Eye" – 2:39
2. "Couch Boy" – 2:11
3. "Soulmate" – 3:07
4. "51 Days" – 2:13
5. "Leave It Behind" – 2:47
6. "Redemption Song" (piosenka Boba Marleya)– 2:38
7. "Straight from the Jacket" – 2:21
8. "Fields of Agony" – 2:24
9. "Fatal Flu" – 2:30
10. "Wood" – 1:25
11. "Alone" – 2:09
12. "Exit" – 9:03

## Skład zespołu
- Tony Sly - gitara, wokal
- Steve Papoutsis - bas, wokale, produkcja, inżynier
- Rory Koff - perkusja

## Pozostały personel
- No Use for a Name - produkcja
- Winni Wintermeyer - projekt okładki
- Eddy Schreyer - mastering
- Chris McCaw - fotografie
- Ryan Greene - produkcja, inżynier
- Fat Mike - produkcja
- Elijah - harmonie, chórki
- Jordan ? - harmonie, chórki